# گاگاسموگا
گاگاسموگا (به لاتین: Gagaʻemauga) یک منطقهٔ مسکونی در ساموآ است که در ساموآ واقع شده‌است. گاگاسموگا ۷٬۸۴۰ نفر جمعیت دارد.